# Gossip (Band)/Diskografie
Diese Diskografie ist eine Übersicht über die musikalischen Werke der US-amerikanischen Disco-, Rockband Gossip. Den Quellenangaben und Schallplattenauszeichnungen zufolge hat sie bisher mehr als 2,9 Millionen Tonträger verkauft. Ihre erfolgreichste Veröffentlichung ist das Album Music for Men mit über einer Million verkauften Einheiten.

## Alben

### Studioalben
| Jahr | Titel                          | Höchstplatzierung, Gesamtwochen, AuszeichnungChartplatzierungen (Jahr, Titel, Platzierungen, Wochen, Auszeichnungen, Anmerkungen) | Höchstplatzierung, Gesamtwochen, AuszeichnungChartplatzierungen (Jahr, Titel, Platzierungen, Wochen, Auszeichnungen, Anmerkungen) | Höchstplatzierung, Gesamtwochen, AuszeichnungChartplatzierungen (Jahr, Titel, Platzierungen, Wochen, Auszeichnungen, Anmerkungen) | Höchstplatzierung, Gesamtwochen, AuszeichnungChartplatzierungen (Jahr, Titel, Platzierungen, Wochen, Auszeichnungen, Anmerkungen) | Höchstplatzierung, Gesamtwochen, AuszeichnungChartplatzierungen (Jahr, Titel, Platzierungen, Wochen, Auszeichnungen, Anmerkungen) | Anmerkungen                                               |
| Jahr | Titel                          | DE | AT | CH | UK | US | Anmerkungen                                               |
| ---- | ------------------------------ | --- | --- | --- | --- | --- | --------------------------------------------------------- |
| 2001 | That’s Not What I Heard        | — | — | — | — | — | Erstveröffentlichung: 23. Januar 2001                     |
| 2003 | Movement                       | — | — | — | — | — | Erstveröffentlichung: 6. Mai 2003                         |
| 2006 | Standing in the Way of Control | — | — | — | UK22 Gold · (28 Wo.)UK | — | Erstveröffentlichung: 24. Januar 2006 Verkäufe: + 100.000 |
| 2009 | Music for Men                  | DE10 ×2Doppelplatin · (78 Wo.)DE                                                                                                  | AT4 Platin · (52 Wo.)AT | CH12 Platin · (67 Wo.)CH | UK18 (3 Wo.)UK | US164 (1 Wo.)US | Erstveröffentlichung: 19. Juni 2009 Verkäufe: + 1.000.000 |
| 2012 | A Joyful Noise                 | DE2 Gold · (44 Wo.)DE | AT4 (28 Wo.)AT | CH1 Gold · (27 Wo.)CH | UK47 (1 Wo.)UK | US100 (1 Wo.)US | Erstveröffentlichung: 14. Mai 2012 Verkäufe: + 160.000    |
| 2024 | Real Power                     | DE8 (1 Wo.)DE | AT16 (1 Wo.)AT | CH11 (2 Wo.)CH | UK68 (1 Wo.)UK | — | Erstveröffentlichung: 22. März 2024                       |

### Livealben
- 2003: Undead in NYC
- 2007: Live in Liverpool (limitiert auf 4.000 Exemplare)[3]

### Kompilationen
- 2006: Silver Monk Time – A Tribute to the Monks, Gossip spielen Drunken Maria (Play Loud! Productions)

### Remixalben
- 2007: RMXD
- 2008: Rework it

### EPs
- 1999: The Gossip
- 2002: Arkansas Heat
- 2005: Real Damage
- 2006: GSSP RMX

## Singles
| Jahr | Titel Album                                  | Höchstplatzierung, Gesamtwochen, AuszeichnungChartplatzierungen (Jahr, Titel, Album, Platzierungen, Wochen, Auszeichnungen, Anmerkungen) | Höchstplatzierung, Gesamtwochen, AuszeichnungChartplatzierungen (Jahr, Titel, Album, Platzierungen, Wochen, Auszeichnungen, Anmerkungen) | Höchstplatzierung, Gesamtwochen, AuszeichnungChartplatzierungen (Jahr, Titel, Album, Platzierungen, Wochen, Auszeichnungen, Anmerkungen) | Höchstplatzierung, Gesamtwochen, AuszeichnungChartplatzierungen (Jahr, Titel, Album, Platzierungen, Wochen, Auszeichnungen, Anmerkungen) | Höchstplatzierung, Gesamtwochen, AuszeichnungChartplatzierungen (Jahr, Titel, Album, Platzierungen, Wochen, Auszeichnungen, Anmerkungen) | Anmerkungen                                                                                  |
| Jahr | Titel Album                                  | DE | AT | CH | UK | US | Anmerkungen                                                                                  |
| ---- | -------------------------------------------- | --- | --- | --- | --- | --- | -------------------------------------------------------------------------------------------- |
| 2006 | Listen Up Standing in the Way of Control     | — | — | — | UK39 (4 Wo.)UK | — | Erstveröffentlichung: 2. Juli 2006 Höchstplatzierung bei Wiederveröffentlichung im Juni 2007 |
| 2006 | Standing in the Way of Control               | — | — | — | UK7 Gold · (39 Wo.)UK | — | Erstveröffentlichung: November 2006 Verkäufe: + 400.000                                      |
| 2007 | Jealous Girls Standing in the Way of Control | — | — | — | UK89 (1 Wo.)UK | — | Erstveröffentlichung: 20. August 2007                                                        |
| 2009 | Heavy Cross Music for Men                    | DE2 ×3Dreifachgold · (97 Wo.)DE | AT4 Platin · (64 Wo.)AT | CH2 Platin · (80 Wo.)CH | UK37 Silber · (6 Wo.)UK | — | Erstveröffentlichung: 7. Juni 2009 Verkäufe: + 847.500                                       |
| 2009 | Love Long Distance Music for Men             | DE30 (16 Wo.)DE | — | CH41 (16 Wo.)CH | — | — | Erstveröffentlichung: 18. Dezember 2009                                                      |
| 2010 | Pop Goes the World Music for Men             | DE53 (3 Wo.)DE | — | — | — | — | Erstveröffentlichung: 4. Juni 2010                                                           |
| 2010 | Men in Love Music for Men                    | DE58 (2 Wo.)DE | — | — | — | — | Erstveröffentlichung: 12. November 2010                                                      |
| 2012 | Perfect World A Joyful Noise                 | DE13 Gold · (21 Wo.)DE | AT16 (16 Wo.)AT | CH11 Gold · (18 Wo.)CH | — | — | Erstveröffentlichung: 8. April 2012 Verkäufe: + 165.000                                      |
| 2012 | Move in the Right Direction A Joyful Noise   | DE11 Platin · (46 Wo.)DE | AT3 Gold · (23 Wo.)AT | CH27 (18 Wo.)CH | — | — | Erstveröffentlichung: 6. Juli 2012 Verkäufe: + 315.000                                       |

Weitere Singles
- 2001: Red Hott
- 2006: Yr Mangled Heart
- 2009: Drunken Maria / Monk Chant (Play Loud! Productions, Split-Single mit The Raincoats)
- 2012: Get Lost
- 2013: Get a Job
- 2023: Crazy Again
- 2024: Real Power

## Videoalben
- 2008: Live in Liverpool (DVD zum Livealbum)

## Statistik

### Chartauswertung
|                     | DE    | AT    | CH    | UK    | US    |
| ------------------- | ----- | ----- | ----- | ----- | ----- |
| Nummer-eins-Alben   | DE—DE | AT—AT | CH1CH | UK—UK | US—US |
| Top-10-Alben        | DE3DE | AT2AT | CH1CH | UK—UK | US—US |
| Alben in den Charts | DE3DE | AT3AT | CH3CH | UK4UK | US2US |

|                       | DE    | AT    | CH    | UK    | US    |
| --------------------- | ----- | ----- | ----- | ----- | ----- |
| Nummer-eins-Singles   | DE—DE | AT—AT | CH—CH | UK—UK | US—US |
| Top-10-Singles        | DE1DE | AT2AT | CH1CH | UK1UK | US—US |
| Singles in den Charts | DE6DE | AT3AT | CH4CH | UK4UK | US—US |

### Auszeichnungen für Musikverkäufe
| Goldene Schallplatte - Australien - 2009: für das Album Music for Men - Belgien - 2009: für das Album Music for Men - Frankreich - 2012: für das Album A Joyful Noise - Neuseeland - 2009: für die Single Heavy Cross | Platin-Schallplatte - Australien - 2009: für die Single Heavy Cross - Belgien - 2011: für die Single Heavy Cross - Italien - 2009: für die Single Heavy Cross 2× Platin-Schallplatte - Frankreich - 2011: für das Album Music for Men |

Anmerkung: Auszeichnungen in Ländern aus den Charttabellen bzw. Chartboxen sind in ebendiesen zu finden.
| Land/RegionAuszeichnungen für Musikverkäufe (Land/Region, Auszeichnungen, Verkäufe, Quellen) | Silber  | Gold       | Platin       | Verkäufe  | Quellen           |
| -------------------------------------------------------------------------------------------- | ------- | ---------- | ------------ | --------- | ----------------- |
| Australien (ARIA)                                                                            | —       | Gold1      | Platin1      | 105.000   | aria.com.au       |
| Belgien (BRMA)                                                                               | —       | Gold1      | Platin1      | 45.000    | ultratop.be       |
| Deutschland (BVMI)                                                                           | —       | 3× Gold3   | 4× Platin4   | 1.400.000 | musikindustrie.de |
| Frankreich (SNEP)                                                                            | —       | Gold1      | 2× Platin2   | 250.000   | infodisc.fr       |
| Italien (FIMI)                                                                               | —       | —          | Platin1      | 30.000    | fimi.it           |
| Neuseeland (RMNZ)                                                                            | —       | Gold1      | —            | 7.500     | Einzelnachweise   |
| Österreich (IFPI)                                                                            | —       | Gold1      | 2× Platin2   | 50.000    | ifpi.at           |
| Schweiz (IFPI)                                                                               | —       | 2× Gold2   | 2× Platin2   | 90.000    | hitparade.ch      |
| Vereinigtes Königreich (BPI)                                                                 | Silber1 | 2× Gold2   | —            | 700.000   | bpi.co.uk         |
| Insgesamt                                                                                    | Silber1 | 12× Gold12 | 13× Platin13 |           |                   |